# HD73914
HD73914 — хімічно пекулярна зоря спектрального класу
F4 й має видиму зоряну величину в смузі V приблизно  9,9.